# 龙隐桥 (婺源庐坑村)
龙隐桥位于江西省上饶市婺源县（旧属安徽省徽州府）浙源乡庐坑村。
龙隐桥已列为婺源县文物保护单位。